# Nesonychus kodadai
Nesonychus kodadai là một loài bọ cánh cứng trong họ Elmidae. Loài này được Jäch & Boukal miêu tả khoa học năm 1997.